# Mircea Miclea
Mircea Miclea (n. 8 noiembrie 1963, Săliștea, Alba, România) este autor, psiholog, educator, antreprenor și politician român, întemeietor al 
Școlii psihologice cognitive din România. 
A fost primul din cei doi miniștri ai educației și cercetării (celălalt fiind Mihail Hărdău) în primul din cele două guverne Tăriceanu (29 decembrie 2004 - 10 noiembrie 2005).

## Biografie

### Ani timpurii, educație
Mircea Miclea s-a născut la data de 8 noiembrie 1963 în satul Cioara (județul Alba). A absolvit Facultatea de Filozofie-Istorie , specializarea psihologie, cu calificativul "Magna cum laude" (1987). A obținut ulterior titlul științific de Doctor în psihologie la Universitatea Babeș-Bolyai din Cluj-Napoca, cu teza “Mecanisme psihice de apărare în condiții de stres” (1995).
În anul 1987, după absolvirea facultății, a fost repartizat ca profesor într-o școală din orașul Turda. A făcut naveta zilnic Cluj-Turda-Cluj (60 de Km) cu autobuzul, dar se socotea -față de alții care făceau naveta cu trenul cate 2x70 km- un "norocos ca partidul nu m-a repartizat într-un colț de țară unde se pune harta în cui" .

### Biografie profesională
A avut o ascensiune profesională rapidă după intrarea sa în anul 1990 la Catedra de Psihologie a Universității Babeș-Bolyai din Cluj-Napoca. Astfel, în numai 5 ani de zile a ajuns cel mai tânăr șef de catedră din universitate (șeful Catedrei de psihologie). La vârsta de numai 33 ani, în anul 1996, el a obținut gradul științific de profesor universitar, titular la disciplinele „Psihologie cognitivă” și „Modificări cognitiv-comportamentale", în condițiile în care era o lipsă acută de personal specializat în domeniul psihologiei. Este fondatorul școlii cognitive în psihologia românească, orientare cu mare prevalență în străinătate.  
S-a perfecționat, urmând cursuri postuniversitare la Colegiul Noua Europă (1998-1999) și ca bursier la Netherlands Institute of Advanced Studies (1999-2000). În anul 2004, a absolvit un Masterat în Administrarea Afacerilor, la Universitatea Babeș-Bolyai din Cluj-Napoca. În perioada 2001-2004, a deținut funcția de cancelar general al Universității Babeș-Bolyai din Cluj-Napoca.

### Ministru al învățământului
Profesorul Mircea Miclea este membru al Partidului Democrat. La data de 29 decembrie 2004, a fost numit în funcția de Ministru al Educației și Cercetării în Guvernul Tăriceanu. El a demisionat la data de 11 octombrie 2005, acuzând subfinanțarea cronică a învățământului românesc, dar a rămas în funcție la cererea prim-ministrului încă 30 de zile, până la data de 10 noiembrie 2005, când i s-a găsit un înlocuitor în persoana prof. dr. ing. Mihail Hărdău. 
El și-a justificat demisia prin faptul că Alianța "Dreptate și Adevăr" a promis în campania electorală din 2004 că va aloca educației 6% din PIB. În toate luările publice de poziție ale ministrului Mircea Miclea, el a declarat că educația trebuie să obțină minimum 5% din PIB, în condițiile în care media europeană în domeniul educației era de 5,22%, iar media țărilor care intraseră de curând în UE era 5,31%. El a subliniat că bugetul pentru învățământ pentru anul 2006 a rămas la nivelul anului anterior, chiar mai redus. 
Mircea Miclea ceruse pentru anul 2006 un buget de 3,45 miliarde RON (34.500 de miliarde de lei vechi), dar a primit de la guvern doar 2 miliarde RON (20.000 de miliarde de lei vechi), sumă pe care a considerat-o nesatisfăcătoare. După propriile afirmații, el intenționa să investeasca 1,4 de miliarde de RON în calitatea învățământului superior, dar și în finalizarea lucrărilor pentru amenajarea spațiilor din universități și în dotarea bibliotecilor. 
Mircea Miclea vorbește fluent limba engleză și bine limbile franceză și rusă. 

### Viață personală
Este căsătorit și are doi copii. S-a căsătorit cu o colegă, Ștefania, psiholog la Clinica de Diabet și Boli de Nutriție din Cluj-Napoca și au împreună doi copii, pe Mihai și pe Mara. 

## Activitate științifică
A publicat câteva cărți de referință printre care și Psihologie Cognitivă - modele teoretico-experimentale, ajunsă deja la a doua ediție la Editura Polirom din Iași și intrată definitiv în bibliografiile de examene (pentru această lucrare a fost acuzat în anul 2005 de plagiat). A publicat numeroase articole în țară și străinatate, precum și cărți în colaborare și individual. 
Pasionat deopotrivă de hipnoză și psihoterapie, excelează în cercetare pe domenii ca: neuroștiințe, stres și mecanismele de apărare, inteligență artificială și aplicațiile ei, management și evaluare academică, software educațional și psihometrie. Este președintele Asociației Române de Științe Cognitive (din 1996); fondatorul revistei „Creier, Cogniție, Comportament”; vicepreședinte UNESCO pentru educația și managementul academic (din 2001).
De asemenea, este membru și al altor asociații profesionale academice, cum ar fi: Asociația Americană de Psihologie (1995), Societatea Europeană de Psihologie Cognitivă (1996), Societatea Psihonomică Americană (1996), Consiliul Internațional al Psihologilor (1997); și vicepreședinte al Asociației Psihologice Române (2002).

## COGNITROM
În 2003 a pus bazele firmei COGNITROM, o unitate de cercetare-dezvoltare interdisciplinară care oferă produse și servicii bazate pe cunoștințe avansate de psihologie și tehnologia informației. Scopul principal al cercetărilor este optimizarea practicilor psihologice prin utilizarea tehnologiei informației.
Printre soluțiile dezvoltate amintim:
- Platforma de evaluare CAS++, prima platformă din România de evaluare și testare psihologică computerizată
- PAXonline, platformă online ce permite evaluarea științifică a anxietății, programe de psihoterapie a tulburărilor anxioase și resurse profesionale utile pentru dezvoltarea personală și prevenția anxietății
- CCPonline, Cognitrom Career Planner, prima platformă profesională de consiliere și planificare a carierei, dedicată grupului de vârstă 12 – 18 ani.

## Lucrări publicate
Mircea Miclea a publicat mai multe cărți și articole pe teme de psihologie, dintre care menționăm următoarele:
- Psihologie cognitivă (Ed. Cluj-Napoca, 1994; reeditat la Ed. Polirom, Iași, 2000);
- Stres și apărare psihică (Ed. Presa Universitară Clujană, 1997);
- Development and cognition (PUC, Cluj Napoca, 2001) - în colaborare cu O. Benga;
- Evaluarea academică (Ed. ASCR, Cluj Napoca, 2002) - în colaborare cu D. Opre;
- Modele neurocognitive (Ed. ASCR, 2003) - în colaborare cu P. Curseu;
- R’estul și Vestul (Ed. Polirom, Iași, 2005) - în colaborare cu Mihaela Miroiu etc.

## Intervenții, luări de poziție, articole
- Boilere sau avioane - articol publicat, luni 26 aprilie 2020 pe platforma online G 4 Media